# Хорунжий Михайло Іванович
Михайло Іванович Хорунжий (8 листопада 1902, Золота Балка — 16 травня 1986) — український педагог, літератор. Батько письменника Юрія Хорунжого.

## Біографія
Народився 8 листопада 1902 року в селі Золотій Балці (тепер Нововоронцовського району Херсонської області). У 1923 році закінчив Херсонський педагогічний інститут. Викладав українську мову і літературу в навчальних закладах Херсона, Сум, Києва. У 1926 році був обраний заступником голови Херсонського окружного бюро українізації. Активно займався пропагандою української культури на півдні України. Написав цикл новел «Так було».

Двічі зазнав політичних репресій — у 1929–1930 роках (у «справі Спілки визволення України») і у 1946–1956 роках за перебування на окупованій території та причетність до ОУН». 10 років поневірянь в Республіці Комі, в концтаборі при комбінаті «Інтавугілля». Цілком реабілітований посмертно 1990 року.
Помер 16 травня 1986 року. Похований в Києві на Міському кладовищі «Берківцях» (ділянка № 36). 
У січні 2024 року вулиця 1-го травня в Нововоронцовці Херсонської області була перейменована на честь Михайла Хорунжого.